# Toni Elías
Antonio Elías Justicia, detto Toni (Manresa, 26 marzo 1983), è un pilota motociclistico spagnolo ritiratosi dall'attività agonistica, campione mondiale Moto2 nel 2010 e campione di MotoAmerica Superbike nel 2017.

## Carriera

### Classe 125
Ha esordito nella classe 125 con la Honda nel 1999, disputando tre Gran Premi in qualità di wildcard, ottenendo 2 punti e il 33º posto finale. Nella stagione seguente entra nel team Chupa Chups Matteoni Racing, con compagno di squadra Alex De Angelis, concludendo al 20º posto con 24 punti, ottenendo come miglior piazzamento un 8º posto in Catalogna.
I primi successi arrivarono nel 2001, quando vinse due gare (la prima in Olanda e la seconda in Repubblica Ceca) e fu 3º in classifica generale con 217 punti, alle spalle del sammarinese Manuel Poggiali e del giapponese Yōichi Ui. Nel corso della stagione ottiene anche quattro secondi posti (Catalogna, Gran Bretagna, Germania e Comunità Valenciana, tre terzi posti (Francia, Portogallo e Australia) e quattro pole position (Gran Bretagna, Repubblica Ceca, Comunità Valenciana e Malesia). In questa stagione ha corso nel team Telefonica Movistar-Repsol con compagni di squadra Daniel Pedrosa e Joan Olivé.

### Classe 250
Nel 2002 passò nella classe 250 con l'Aprilia nel team Telefonica Movistar-Repsol con compagno di squadra Fonsi Nieto, e nella stagione dell'esordio vinse a Motegi, piazzandosi 4º a fine stagione con 178 punti. Nel corso della stagione ottiene anche due secondi posti (Olanda e Malesia) e due terzi posti (Gran Bretagna e Repubblica Ceca).
Nel 2003 taglia per primo il traguardo cinque volte (Spagna, Francia, Portogallo, Pacifico e Malesia), più di tutti, e lotta per la conquista del titolo con Manuel Poggiali e Roberto Rolfo, dovendosi arrendere ai due per una manciata di punti, causa una mancanza di costanza e regolarità nei piazzamenti. Nel corso della stagione ottiene anche due secondi posti (Repubblica Ceca e Comunità Valenciana) e cinque pole position (Portogallo, Brasile, Pacifico, Malesia e Australia). A fine stagione è 3º, con 226 punti.
Nel 2004 guida la Honda RS 250 R del team Fortuna Honda con compagno di squadra Roberto Rolfo. Conquista il Gran Premio del Portogallo, chiudendo l'annata al quarto posto con 199 punti. Nel corso della stagione ottiene due secondi posti (Giappone e Comunità Valenciana) e cinque terzi posti (Francia, Catalogna, Paesi Bassi, Brasile e Malesia).

### MotoGP
L'anno dopo esordisce in MotoGP con la Yamaha YZR-M1 nel team Fortuna Yamaha il compagno di squadra è Rubén Xaus. Elías ottenne 74 punti con il 12º posto finale, raccogliendo come miglior risultato un 6º posto in Turchia. In questa stagione è stato costretto a saltare i GP di Italia, Catalogna e Olanda a seguito di varie fratture rimediate in una caduta nei test dopo il GP di Francia. Nel 2006 viene chiamato dal team Fortuna Honda per guidare la Honda RC211V che l'anno precedente era guidata dal connazionale Sete Gibernau. Il 15 ottobre ottiene la sua prima vittoria in MotoGP, in Portogallo, superando Valentino Rossi di 2 millesimi. In questa stagione è stato costretto a saltare i GP di Olanda e Gran Bretagna, a causa di un infortunio alla spalla rimediato nelle prove libere del GP di Olanda. Termina il mondiale 9º con 116 punti. In questa stagione e nella seguente ha avuto come compagno di squadra Marco Melandri.
Nel 2007 è confermato nel team Honda Gresini, ottenendo un secondo posto in Turchia e un 3º in Giappone, chiudendo la stagione al 12º posto con 104 punti. In questa stagione è stato costretto a saltare i GP di Olanda, Germania e Stati Uniti a causa di una frattura al femore rimediata in una caduta nelle prove libere del GP di Olanda. Nel 2008 passa alla Ducati Desmosedici GP8 dell'Alice Team, con compagno di squadra Sylvain Guintoli,  ottenendo 2 podi con un 2º posto a Brno e un 3º posto a Misano. A fine stagione è 12º con 92 punti.

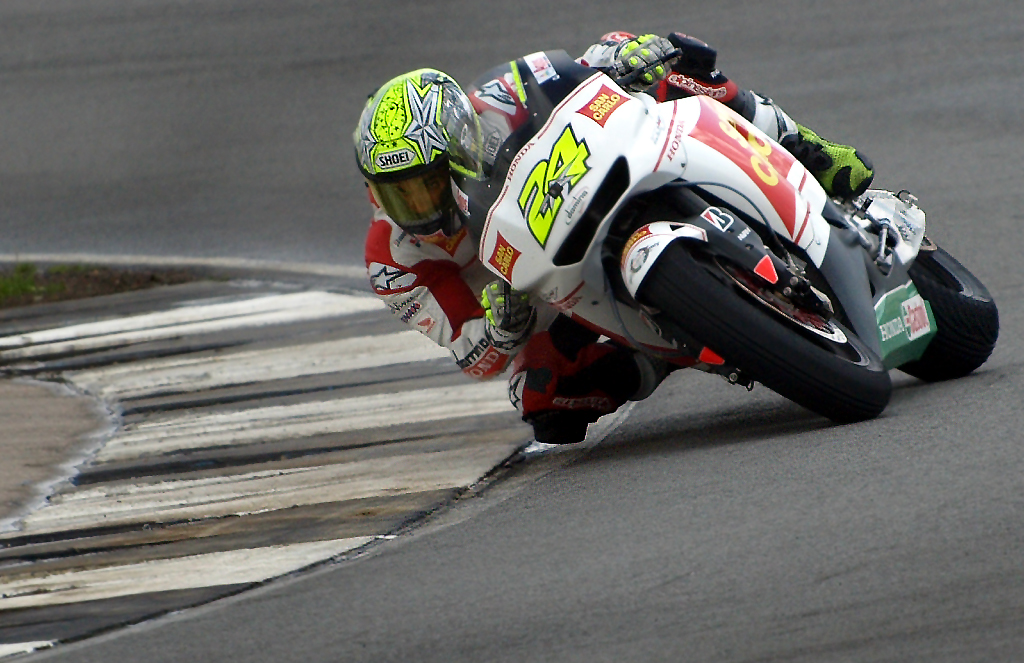
Toni Elías in pista in occasione del Gran Premio di Gran Bretagna 2009.

Nel 2009 torna alla Honda RC212V del team San Carlo Honda Gresini, con compagno di squadra De Angelis. Ottiene il primo e unico podio della stagione a Brno terminando 3º, al termine di una gara in cui, grazie anche alla caduta di Jorge Lorenzo, ha lottato duramente per tenere dietro Loris Capirossi e Andrea Dovizioso. Chiude la stagione al 7º posto con 115 punti, battendo i suoi diretti avversari nella gara conclusiva di Valencia, piazzandosi 6º.

### 2010: primo campione Moto2
Nel 2010 passa in Moto2 alla guida di una Moriwaki MD600, confermato dal team Gresini Racing Moto2 con compagno di squadra Vladimir Ivanov. Ottiene tre pole position (Qatar, San Marino e Comunità Valenciana), sette vittorie (Spagna, Francia, Germania, Repubblica Ceca, Indianapolis, San Marino e Giappone) e un secondo posto in Olanda. Il 10 ottobre 2010 si aggiudica il titolo iridato, diventando così il primo vincitore nella storia della classe Moto2 con 271 punti. Toni Elias Grazie alla vittoria ottenuta Nel Gran Premio di Spagna entra a far parte della stretta cerchia di piloti capaci di ottenere almeno una vittoria in quattro classi diverse (insieme a Valentino Rossi, Mike Hailwood, Phil Read, Jim Redman, Loris Capirossi, Maverick Vinales e Chas Mortimer).

### 2011-2015: tra MotoGP e Moto2
Nel Motomondiale 2011 torna in MotoGP, ingaggiato dal team LCR Honda. Ottiene come miglior risultato due ottavi posti (Gran Bretagna e Australia) e termina la stagione al 15º posto con 61 punti. Nel 2012 torna in Moto2, ingaggiato dal team Mapfre Aspar, ma il 15 luglio, dopo la gara del Mugello, annuncia la risoluzione del contratto con la squadra, venendo sostituito da Jordi Torres. Subito dopo trova un ingaggio in MotoGP per sostituire per tre gran premi l'infortunato Héctor Barberá sulla Ducati Desmosedici del team Pramac Racing. Il 2 ottobre viene ingaggiato dal team Italtrans Racing per sostituire Claudio Corti negli ultimi 4 gran premi della classe Moto2. In Moto2 totalizza 50 punti ottenendo come miglior risultato un settimo posto in Portogallo, in MotoGP ottiene 10 punti. Nel 2013 inizia la stagione in Moto2 nel team Blusens Avintia alla guida di una Kalex Moto2, che lascia dopo il Gran Premio di Gran Bretagna venendo sostituito da Ezequiel Iturrioz, per passare al campionato mondiale Superbike alla guida della Aprilia RSV4 Factory del team Red Devils Roma, prendendo il posto di Michel Fabrizio per gli ultimi 4 gran premi. Nel motomondiale ha totalizzato 22 punti, con un nono posto in Spagna come miglior risultato, nel mondiale Superbike 70.

### Mondiale Superbike
Prosegue nel campionato mondiale superbike anche nella stagione successiva restando nel medesimo team e chiudendo la stagione al nono posto con 171 punti ma senza mai salire sul podio. Per la stagione 2015 viene ingaggiato assieme a Ayrton Badovini da un team appena costituitosi, il JR Racing. I fondatori del team però non confermano l'iscrizione al campionato, lasciando i due piloti, nonché tutto il personale, senza ingaggio.
Sempre nel 2015 corre in MotoGP a Indianapolis in sostituzione dell'infortunato Karel Abraham sulla Honda del team AB Motoracing e poi sulla Yamaha Forward a partire dal Gran Premio d'Aragona in sostituzione di Claudio Corti. Termina il gran premio di Malesia al quattordicesimo posto ottenendo due punti che gli valgono il ventisettesimo posto in classifica finale.

### MotoAmerica
Nel 2016 si trasferisce nel campionato MotoAmerica Superbike in sella ad una Suzuki GSX-R1000 del team Yoshimura, campionato che vince nel 2017. Nel 2018 si classificò secondo, a 51 punti dal vincitore, Cameron Beaubier. Nel 2019 si classificò nuovamente secondo, stavolta a soli cinque punti da Beaubier. Nel 2020, non riuscì a conquistare nessuna vittoria e salì sul podio in sole quattro gare su venti, giungendo quarto in classifica generale. Annuncia il ritiro dalle competizioni a fine stagione; tuttavia nel 2021 ritorna in pista nel MotoAmerica Superbike disputando sette gare, ottenendo due podi, e considerando il rientro a tempo pieno nella categoria per la stagione successiva.
Ritiratosi definitivamente dalle competizioni, torna nel motomondiale in veste di Coach e consulente tecnico, dapprima per Gresini Racing, successivamente per Preicanos Racing.

## Risultati in gara

### Motomondiale

#### Classe 125
| 1999 | Classe | Moto  |  |  |    |  |  |     |  |  |  |  |  |    |  |  |  |  | Punti | Pos. |
| ---- | ------ | ----- |  |  | -- |  |  | --- |  |  |  |  |  | -- |  |  |  |  | ----- | ---- |
| 1999 | 125    | Honda |  |  | 21 |  |  | Rit |  |  |  |  |  | 14 |  |  |  |  | 2     | 33º  |

| 2000 | Classe | Moto  |    |    |    |    |    |    |   |     |    |     |    |    |    |    |    |    | Punti | Pos. |
| ---- | ------ | ----- | -- | -- | -- | -- | -- | -- | - | --- | -- | --- | -- | -- | -- | -- | -- | -- | ----- | ---- |
| 2000 | 125    | Honda | 23 | 17 | 17 | 16 | 17 | 15 | 8 | Rit | 14 | Rit | 14 | 17 | 15 | 14 | 12 | 12 | 24    | 20º  |

| 2001 | Classe | Moto  |    |    |    |   |   |   |   |   |   |   |   |   |     |   |   |   | Punti | Pos. |
| ---- | ------ | ----- | -- | -- | -- | - | - | - | - | - | - | - | - | - | --- | - | - | - | ----- | ---- |
| 2001 | 125    | Honda | 16 | 18 | 13 | 3 | 4 | 2 | 1 | 2 | 2 | 1 | 3 | 2 | Rit | 3 | 6 | 4 | 217   | 3º   |

| Legenda | 1º posto        | 2º posto            | 3º posto            | A punti      | Senza punti        | Grassetto – Pole position Corsivo – Giro più veloce |
| Legenda | Gara non valida | Non qual./Non part. | Ritirato/Non class. | Squalificato | '-' Dato non disp. | Grassetto – Pole position Corsivo – Giro più veloce |

#### Classe 250
| 2002 | Classe | Moto    |    |    |    |   |   |    |   |   |   |   |    |   |   |   |   |    | Punti | Pos. |
| ---- | ------ | ------- | -- | -- | -- | - | - | -- | - | - | - | - | -- | - | - | - | - | -- | ----- | ---- |
| 2002 | 250    | Aprilia | 11 | 16 | 10 | 6 | 4 | 10 | 2 | 3 | 6 | 3 | 13 | 5 | 1 | 2 | 5 | 10 | 178   | 4º   |

| 2003 | Classe | Moto    |     |   |   |   |   |   |    |   |   |   |   |    |   |   |    |   | Punti | Pos. |
| ---- | ------ | ------- | --- | - | - | - | - | - | -- | - | - | - | - | -- | - | - | -- | - | ----- | ---- |
| 2003 | 250    | Aprilia | Rit | 8 | 1 | 1 | 6 | 4 | 13 | 4 | 7 | 2 | 1 | 18 | 1 | 1 | 11 | 2 | 226   | 3º   |

| 2004 | Classe | Moto  |   |    |   |   |   |   |   |    |     |   |   |   |   |   |   |   | Punti | Pos. |
| ---- | ------ | ----- | - | -- | - | - | - | - | - | -- | --- | - | - | - | - | - | - | - | ----- | ---- |
| 2004 | 250    | Honda | 8 | 12 | 3 | 6 | 3 | 3 | 3 | 22 | Rit | 5 | 1 | 2 | 6 | 3 | 5 | 2 | 199   | 4º   |

| Legenda | 1º posto        | 2º posto            | 3º posto            | A punti      | Senza punti        | Grassetto – Pole position Corsivo – Giro più veloce |
| Legenda | Gara non valida | Non qual./Non part. | Ritirato/Non class. | Squalificato | '-' Dato non disp. | Grassetto – Pole position Corsivo – Giro più veloce |

#### MotoGP
| 2005 | Classe | Moto   |    |    |    |   |  |  |  |    |   |    |    |   |    |   |   |   |    |  | Punti | Pos. |
| ---- | ------ | ------ | -- | -- | -- | - |  |  |  | -- | - | -- | -- | - | -- | - | - | - | -- |  | ----- | ---- |
| 2005 | MotoGP | Yamaha | 12 | 14 | 14 | 9 |  |  |  | 13 | 9 | 12 | 14 | 9 | 11 | 8 | 9 | 6 | 10 |  | 74    | 12º  |

| 2006 | Classe | Moto  |   |   |   |    |   |   |     |    |  |    |    |    |     |   |   |   |   |  | Punti | Pos. |
| ---- | ------ | ----- | - | - | - | -- | - | - | --- | -- |  | -- | -- | -- | --- | - | - | - | - |  | ----- | ---- |
| 2006 | MotoGP | Honda | 4 | 8 | 5 | 11 | 9 | 7 | Rit | NP |  | 11 | 15 | 11 | Rit | 9 | 6 | 1 | 6 |  | 116   | 9º   |

| 2007 | Classe | Moto  |    |   |   |     |     |   |     |    |    |  |  |    |   |   |   |    |   |    | Punti | Pos. |
| ---- | ------ | ----- | -- | - | - | --- | --- | - | --- | -- | -- |  |  | -- | - | - | - | -- | - | -- | ----- | ---- |
| 2007 | MotoGP | Honda | 14 | 4 | 2 | Rit | Rit | 6 | Rit | 12 | NP |  |  | 11 | 7 | 8 | 3 | 15 | 6 | 10 | 104   | 12º  |

| 2008 | Classe | Moto   |    |    |    |   |    |    |    |    |    |    |   |   |   |    |    |    |    |    | Punti | Pos. |
| ---- | ------ | ------ | -- | -- | -- | - | -- | -- | -- | -- | -- | -- | - | - | - | -- | -- | -- | -- | -- | ----- | ---- |
| 2008 | MotoGP | Ducati | 14 | 15 | 12 | 8 | 11 | 12 | SQ | 11 | 12 | 12 | 7 | 2 | 3 | 12 | 16 | 11 | 15 | 18 | 92    | 12º  |

| 2009 | Classe | Moto  |   |    |   |    |    |     |    |   |   |     |   |   |   |   |    |   |   |  | Punti | Pos. |
| ---- | ------ | ----- | - | -- | - | -- | -- | --- | -- | - | - | --- | - | - | - | - | -- | - | - |  | ----- | ---- |
| 2009 | MotoGP | Honda | 9 | 15 | 9 | 10 | 14 | Rit | 12 | 6 | 6 | Rit | 3 | 9 | 6 | 6 | 10 | 7 | 6 |  | 115   | 7º   |

| 2011 | Classe | Moto  |     |   |    |    |    |   |    |    |    |    |    |    |    |     |     |   |    |    | Punti | Pos. |
| ---- | ------ | ----- | --- | - | -- | -- | -- | - | -- | -- | -- | -- | -- | -- | -- | --- | --- | - | -- | -- | ----- | ---- |
| 2011 | MotoGP | Honda | Rit | 9 | 11 | 11 | 13 | 8 | 10 | 15 | 16 | 13 | 11 | 13 | 15 | Rit | Rit | 8 | AN | 10 | 61    | 15º  |

| 2012 | Classe | Moto   |  |  |  |  |  |  |  |  |  |     |    |    |  |  |  |  |  |  | Punti | Pos. |
| ---- | ------ | ------ |  |  |  |  |  |  |  |  |  | --- | -- | -- |  |  |  |  |  |  | ----- | ---- |
| 2012 | MotoGP | Ducati |  |  |  |  |  |  |  |  |  | Rit | 11 | 11 |  |  |  |  |  |  | 10    | 24º  |

| 2015 | Classe | Moto                   |  |  |  |  |  |  |  |  |  |    |  |  |  |    |    |    |    |    | Punti | Pos. |
| ---- | ------ | ---------------------- |  |  |  |  |  |  |  |  |  | -- |  |  |  | -- | -- | -- | -- | -- | ----- | ---- |
| 2015 | MotoGP | Honda e Yamaha Forward |  |  |  |  |  |  |  |  |  | 22 |  |  |  | 21 | 20 | 22 | 14 | 20 | 2     | 27º  |

| Legenda | 1º posto        | 2º posto            | 3º posto            | A punti      | Senza punti        | Grassetto – Pole position Corsivo – Giro più veloce |
| Legenda | Gara non valida | Non qual./Non part. | Ritirato/Non class. | Squalificato | '-' Dato non disp. | Grassetto – Pole position Corsivo – Giro più veloce |

#### Moto2
| 2010 | Classe | Moto     |   |   |   |   |    |   |   |   |    |   |   |   |   |   |   |   |     |    | Punti | Pos. |
| ---- | ------ | -------- | - | - | - | - | -- | - | - | - | -- | - | - | - | - | - | - | - | --- | -- | ----- | ---- |
| 2010 | Moto2  | Moriwaki | 4 | 1 | 1 | 5 | 10 | 2 | 5 | 1 | NE | 1 | 1 | 1 | 4 | 1 | 4 | 7 | Rit | 30 | 271   | 1º   |

| 2012 | Classe | Moto          |    |   |   |    |     |    |   |     |     |    |  |  |  |  |     |    |    |   | Punti | Pos. |
| ---- | ------ | ------------- | -- | - | - | -- | --- | -- | - | --- | --- | -- |  |  |  |  | --- | -- | -- | - | ----- | ---- |
| 2012 | Moto2  | Suter e Kalex | 13 | 9 | 7 | 11 | Rit | 12 | 9 | Rit | Rit | NE |  |  |  |  | Rit | 12 | 12 | 9 | 50    | 16º  |

| 2013 | Classe | Moto  |    |   |   |     |    |     |    |    |    |    |    |    |  |  |  |  |  |  | Punti | Pos. |
| ---- | ------ | ----- | -- | - | - | --- | -- | --- | -- | -- | -- | -- | -- | -- |  |  |  |  |  |  | ----- | ---- |
| 2013 | Moto2  | Kalex | 15 | 9 | 9 | Rit | 11 | Rit | NP | 20 | NE | 17 | 15 | 15 |  |  |  |  |  |  | 22    | 18º  |

| Legenda | 1º posto        | 2º posto            | 3º posto            | A punti      | Senza punti        | Grassetto – Pole position Corsivo – Giro più veloce |
| Legenda | Gara non valida | Non qual./Non part. | Ritirato/Non class. | Squalificato | '-' Dato non disp. | Grassetto – Pole position Corsivo – Giro più veloce |

### Mondiale Superbike
| 2013 | Moto    |  |  |  |  |  |  |  |  |  |  |  |  |  |  |  |  |  |  |  |  |   |   |   |   |     |   |   |   | Punti | Pos. |
| ---- | ------- |  |  |  |  |  |  |  |  |  |  |  |  |  |  |  |  |  |  |  |  | - | - | - | - | --- | - | - | - | ----- | ---- |
| 2013 | Aprilia |  |  |  |  |  |  |  |  |  |  |  |  |  |  |  |  |  |  |  |  | 6 | 5 | 8 | 7 | Rit | 8 | 5 | 4 | 70    | 16º  |

| 2014 | Moto    |     |   |   |   |   |     |   |   |   |   |   |   |   |   |     |    |   |   |   |    |     |     |   |   |  |  |  |  | Punti | Pos. |
| ---- | ------- | --- | - | - | - | - | --- | - | - | - | - | - | - | - | - | --- | -- | - | - | - | -- | --- | --- | - | - |  |  |  |  | ----- | ---- |
| 2014 | Aprilia | Rit | 9 | 7 | 9 | 5 | Rit | 9 | 7 | 9 | 8 | 5 | 4 | 6 | 6 | Rit | 10 | 5 | 5 | 8 | 10 | Rit | Rit | 6 | 6 |  |  |  |  | 171   | 9º   |

| Legenda | 1º posto        | 2º posto            | 3º posto           | A punti      | Senza punti        | Grassetto – Pole position Corsivo – Giro più veloce |
| Legenda | Gara non valida | Non qual./Non part. | Ritirato/Non class | Squalificato | '-' Dato non disp. | Grassetto – Pole position Corsivo – Giro più veloce |